# Euthalia choirilus
Euthalia choirilus är en fjärilsart som beskrevs av Hans Fruhstorfer 1913. Euthalia choirilus ingår i släktet Euthalia och familjen praktfjärilar. Inga underarter finns listade i Catalogue of Life.